# Паго-Паго
Па́го-Па́го (англ. Pago Pago [ˈpɑːŋɡoʊ ˈpɑːŋɡoʊ], самоан. Pago Pago [ˈpaŋo ˈpaŋo]), — порт и административный центр (с 1899 года) Американского Самоа, расположенного в центральной части Тихого океана.

## География
Расположен за горами, покрытыми густыми лесами, в небольшой бухте, берега которой сильно изрезаны, на юго-восточном побережье острова Тутуила, практически полностью разделённого естественно защищённой глубоководной гаванью.

### Климат
Паго-Паго расположен в зоне экваториального климата.
| Показатель | Янв. | Фев. | Март | Апр. | Май | Июнь | Июль | Авг. | Сен. | Окт. | Нояб. | Дек. | Год  |
| --- | ---- | ---- | ---- | ---- | --- | ---- | ---- | ---- | ---- | ---- | ----- | ---- | ---- |
| Абсолютный максимум, °C                                                                                         | 33   | 33   | 33   | 33   | 32  | 32   | 33   | 32   | 32   | 34   | 33    | 33   | 32   |
| Средний суточный максимум, °C                                                                                   | 30   | 29   | 30   | 30   | 29  | 29   | 29   | 29   | 29   | 29   | 30    | 30   | 29,4 |
| Средний суточный минимум, °C                                                                                    | 24   | 24   | 23   | 24   | 23  | 23   | 23   | 24   | 23   | 24   | 23    | 23   | 23,4 |
| Абсолютный минимум, °C                                                                                          | 21   | 21   | 21   | 21   | 19  | 19   | 17   | 18   | 18   | 19   | 21    | 21   | 19,7 |
| Норма осадков, мм                                                                                               | 455  | 386  | 358  | 254  | 160 | 130  | 81   | 89   | 132  | 170  | 267   | 371  | 2853 |
| Источник: BBC Weather: Pago Pago (англ.). Bbc.co.uk. Дата обращения: 8 мая 2013. Архивировано 11 мая 2013 года. |      |      |      |      |     |      |      |      |      |      |       |      |      |

## История
В 1872 году на клочке земли, выделенной самоанским верховным вождём Маугой американцам, капитаном 3 ранга Р. В. Миди был основан угольный порт ВМС США. В 1900—1951 годах являлся оживлённой морской базой, сейчас — регулярным портом для захода кораблей различных типов.
В 1917 году в Паго-Паго была частично снесена мормонская церковь в результате землетрясения на Самоа. 29 сентября 2009 года на город обрушилось цунами, вызванное подводным землетрясением магнитудой 8,3 в 120 км к югу в Тихом океане. Цунами нанесло значительный ущерб городу и всем населённым пунктам архипелага, унеся большое число жизней и уничтожив много деревень.

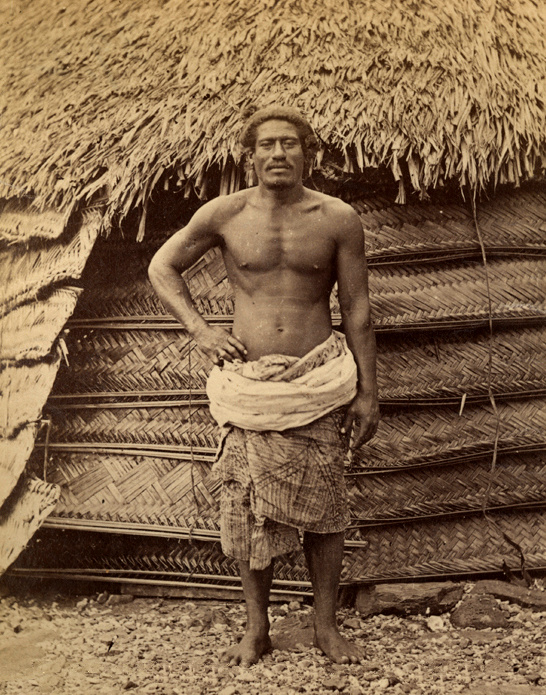
Верховный вождь Паго-Паго Мауга Манума, Самоа, 1885 год.
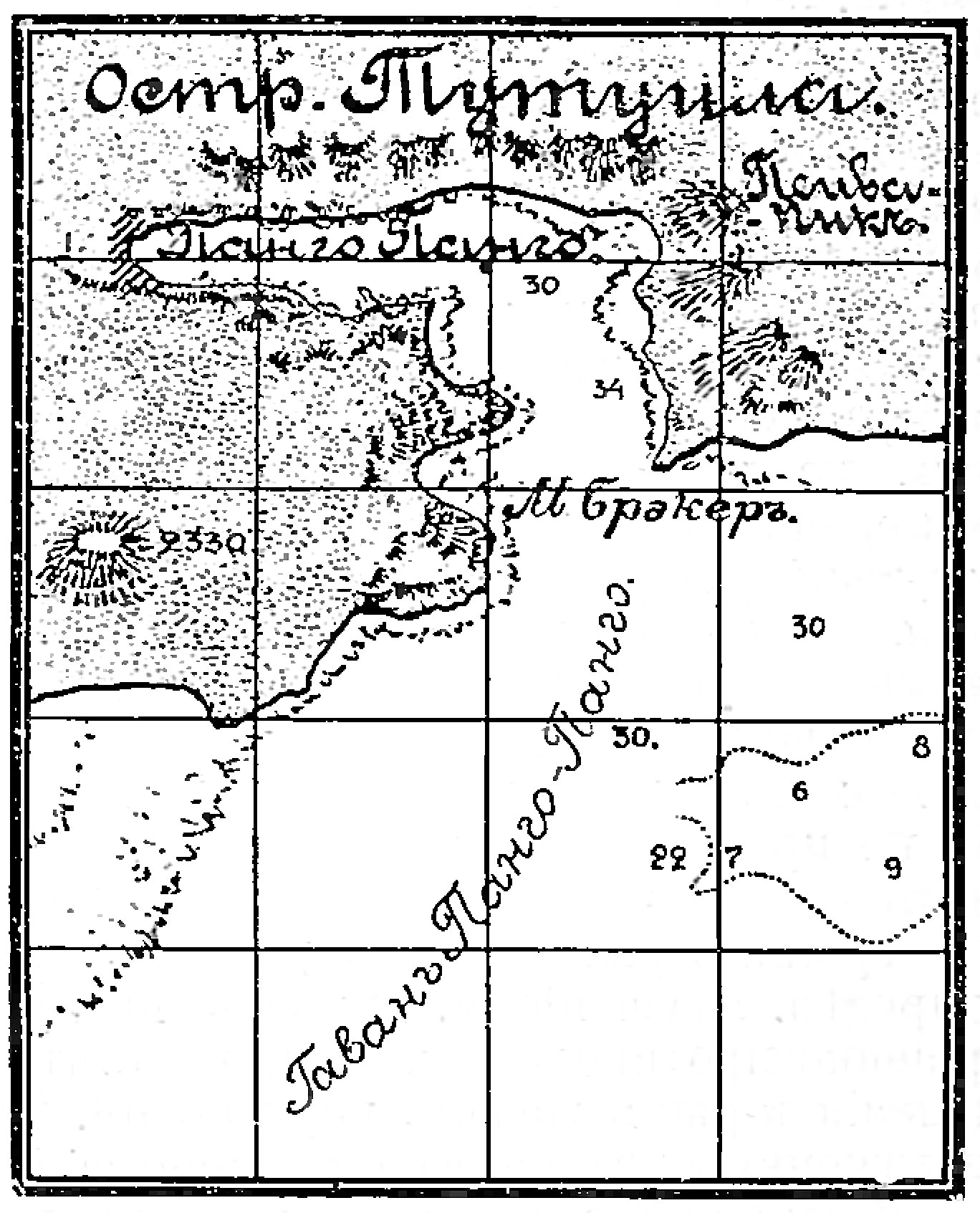
Карта к статье «Панго-Панго», Военная энциклопедия Сытина, Санкт-Петербург, 1911 — 1915 годы.

## Население
| Численность населения | Численность населения | Численность населения | Численность населения |
| 1980                  | 1990                  | 2000                  | 2010                  |
| --------------------- | --------------------- | --------------------- | --------------------- |
| 3075                  | ↗3519                 | ↗4278                 | ↘3656                 |

## Экономика
Главная экспортная культура — консервированный тунец. Открытие в 1964 году международного аэропорта, частично построенного на береговом рифе, вызвало значительный рост потока туристов. Паго-Паго, описанный в рассказе Сомерсета Моэма «Дождь» как захолустный город с жарким и влажным климатом, сейчас жилой и промышленный центр. Городская агломерация города состоит из нескольких деревень, в том числе Фагатого — места расположения органов законодательной и судебной власти, и Утулеи — места расположения органов исполнительной власти.

## Культура
В Паго-Паго расположена публичная библиотека имени Фелети Барстова. Современный вид библиотека, построенная в 1998 году, приобрела после реставрации 17 апреля 2000 года.

## Города-побратимы
- Ошенсайд, США[8]